# Эбралидзе, Зорбег Капитонович
Зорбег Капитонович Эбралидзе (груз. ზორბეგ ებრალიძე; 20 сентября 1944, Ланчхути, Грузинская ССР, СССР) — советский футболист, защитник. Мастер спорта СССР (1966), заслуженный тренер Грузинской ССР (1983). Кавалер ордена Чести (2000).

## Биография
Воспитанник футбольной школы Ланчхути (с 1960), тренеры Иосиф Жордания, Ш. Какабадзе. В 1963—1964 играл в первенстве КФК в составе «Гурии» Ланчхути. В 1965—1970 годах провёл за «Торпедо» Кутаиси в чемпионате СССР 139 игр, забил один гол. Носил капитанскую повязку. В 1971—1976 годах в составе «Динамо» Тбилиси сыграл 131 матч, забил 5 мячей в чемпионате СССР, провёл 10 матчей, забил один гол в еврокубках. Был капитаном команды после ухода Муртаза Хурцилавы.
Работал старшим тренером в «Локомотиве» Тбилиси (1981), тренером в «Торпедо» Кутаиси (1982—1983), главным тренером в «Норчи Динамоэли» (2011/12), делегатом Грузинской футбольной федерации. В 1983 году сотрудники кутаисского «Торпедо» Зорбег Эбралидзе, Анзор Сиамашвили, Михаил Лосаберидзе и Джемал Херхадзе были удостоены почётного звания «Заслуженный тренер Грузинской ССР». 

## Достижения
- Обладатель Кубка СССР: 1976
- Бронзовый призёр чемпионата СССР (3): 1971, 1972, 1976 (осень)